# Kaman K-225
Kaman K-225 je bil enomotorni eksperimentalni helikopter ameriškega proizvajalca Kaman Aircraft. Prvi let je bil 15. januarja 1947. Poganjal ga je batni motor, so pa zgradili tudi verzijo s turbogrednim motorjem, ki velja za prvi turbinsko gnani helikopter na svetu.
K-225 je imel dva nasprotirotirajča sinhropter rotorja, tako ni potreboval repnega rotorja.

## Specifikacije (K-225)
Podatki iz 
Splošne značilnosti
- Posadka: 2
- Dolžina: 22 ft 5 in (6,83 m)
- Višina: 11 ft 0 in (3,35 m)
- Teža praznega letala: 1.799 lb (816 kg)
- Bruto teža: 2.703 lb (1.226 kg)
- Pogon letala: 1 × Lycoming O-435-2 6-valji zračnohlajeni protibatni motor, 225 hp (168 kW)

Zmogljivost
- Maks. hitrost: 73 mph (117 km/h; 63 kn)